# Onthophagus egenus
Onthophagus egenus là một loài bọ cánh cứng trong họ Bọ hung (Scarabaeidae).